# 필리프 막스
필리프 마르틴 막스(독일어: Philipp Martin Max, 1993년 9월 30일 ~ )는 독일의 축구 선수로, 현재 독일 분데스리가의 아인트라흐트 프랑크푸르트에서 레프트 백으로 활약하고 있다.